# Wolfgang Fabian (Fußballspieler)
Wolfgang Fabian (* 6. Dezember 1948) ist ein ehemaliger deutscher Fußballspieler. Er spielte für Bayer 04 Leverkusen und die SG Union Solingen zwischen 1975 und 1981 in der 2. Bundesliga.

## Werdegang
Fabian debütierte nach dem Aufstieg von Bayer 04 Leverkusen in die 2. Bundesliga im Sommer 1975 beim 1:1-Unentschieden gegen die SG Union Solingen am 30. August 1975 als Einwechselspieler für Klaus Röhrig in der zweithöchsten Spielklasse. Nach einem weiteren Kurzeinsatz gegen Westfalia Herne verließ er im Dezember den Klub in Richtung des Ligakonkurrenten aus Solingen. Bei seinem Debüt gegen Fortuna Köln am 20. Dezember des Jahres noch Einwechselspieler, war er unter Trainer Horst Stockhausen in der Folge unumstrittener Stammspieler. In der Spielzeit 1976/77 verpasste die Mannschaft sportlich den Klassenerhalt, profitierte aber letztlich von den Lizenzverweigerungen bzw. -verzichten des Bonner SC, 1. SC Göttingen 05 und von Wacker 04 Berlin. Dabei hatte er nur 23 Saisonspiele bestritten. In den folgenden drei Spielzeiten bestritt er unter Trainer Horst Franz an der Seite von Spielern wie Werner Lenz, Günter Diekmann, Dirk Hupe und Jürgen Elm mindestens 37 Saisonspiele, der Klub etablierte sich dabei im sicheren Mittelfeld der Liga. In der Spielzeit 1980/81 bestritt er nur noch 16 Ligaspiele, am Ende qualifizierte sich die Mannschaft als Tabellensiebter für die eingleisige 2. Bundesliga. Fabian verließ jedoch nach insgesamt 175 Zweitligaspielen, in denen er zwei Tore erzielt hatte, den Klub.
Gemeinsam mit Michael Kentschke, Sohn des langjährigen Bundesligaspielers Gerhard Kentschke, organisierte Fabian später die Bayer-Traditionsmannschaft.